# Le Mesnil-en-Thelle
Le Mesnil-en-Thelle è un comune francese di 2 312 abitanti situato nel dipartimento dell'Oise della regione dell'Alta Francia.

## Società

### Evoluzione demografica
Abitanti censiti